# National Women's Soccer League 2019
La National Women's Soccer League 2019 fue la 7.ª edición de la National Women's Soccer League (NWSL), la máxima categoría del fútbol femenino en Estados Unidos. Si se incluyen los torneos predecesores de la NWSL, la Women's Professional Soccer (2009-2011) y la Women's United Soccer Association (2001-2003), esta fue la 13.ª temporada aprobada por la FIFA en esa categoría.
En esta temporada, el defensor tanto del NWSL Shield como del campeonato fue North Carolina Courage, siendo ésta la primera edición en la historia de la NWSL en la que un mismo equipo defiende ambos títulos.
North Carolina Courage se consagró campeón del torneo regular por tercera vez consecutiva y campeón de la temporada por segunda vez consecutiva luego de derrotar al Chicago Red Stars por 4 a 0 en la final.

## Formato
La competición consiste de 9 equipos y se divide en dos fases: la temporada regular y la fase de eliminatorias.
La temporada regular consta de 108 partidos en los cuales los equipos se enfrentan 3 veces entre sí, jugando cada uno de ellos un total de 24 partidos (12 de local y 12 de visitante). El equipo que finalice primero obtiene el NWSL Shield y los 4 primeros avanzan a la siguiente fase de eliminatorias, en donde el puesto 1.º de la fase regular se enfrenta al 4.º y el puesto 2.º al 3.º

## Equipos
| Equipo                 | Ciudad                   | Entrenador              | Estadio              | Capacidad |
| ---------------------- | ------------------------ | ----------------------- | -------------------- | --------- |
| Chicago Red Stars      | Bridgeview, Illinois     | Rory Dames              | SeatGeek Stadium     | 20.000    |
| Houston Dash           | Houston, Texas           | James Clarkson          | BBVA Stadium         | 7.000     |
| North Carolina Courage | Cary, Carolina del Norte | Paul Riley              | Sahlen's Stadium     | 10.000    |
| Orlando Pride          | Orlando, Florida         | Marc Skinner            | Orlando City Stadium | 25.500    |
| Portland Thorns        | Portland, Oregón         | Mark Parsons            | Providence Park      | 25.218    |
| Reign FC               | Tacoma, Washington       | Vlatko Andonovski       | Cheney Stadium       | 6.500     |
| Sky Blue FC            | Piscataway, New Jersey   | Freya Coombe (interina) | Yurcak Field         | 5.000     |
| Utah Royals FC         | Sandy, Utah              | Laura Harvey            | Rio Tinto Stadium    | 20.213    |
| Washington Spirit      | Germantown, Maryland     | Richie Burke            | Maryland SoccerPlex  | 4.000     |

1. ↑  Houston Dash limita la venta de entradas a 7.000 cuando juega de local. La capacidad máxima de su estadio es de 22.039 personas.[1]

### Cambio de entrenadores
| Equipo            | Ent. saliente | Motivo                  | Fecha de puesto vacante  | Ent. entrante           | Fecha de nombramiento   | Ref.        |
| ----------------- | ------------- | ----------------------- | ------------------------ | ----------------------- | ----------------------- | ----------- |
| Washington Spirit | Tom Torres    | Fin de período interino | 2 de septiembre de 2018  | Richie Burke            | 8 de enero de 2019      | [ 2 ] [ 3 ] |
| Orlando Pride     | Tom Sermanni  | Acuerdo mutuo           | 14 de septiembre de 2018 | Marc Skinner            | 14 de enero de 2019     | [ 4 ] [ 5 ] |
| Houston Dash      | Vera Pauw     | Acuerdo mutuo           | 20 de septiembre de 2018 | James Clarkson          | 11 de diciembre de 2018 | [ 6 ] [ 7 ] |
| Sky Blue FC       | Denise Reddy  | Despido                 | 28 de junio de 2019      | Freya Coombe (interina) | 4 de septiembre de 2019 | [ 8 ] [ 9 ] |

## Clasificación
| Pos. | Equipo                         | Pts. | PJ | G  | E | P  | GF | GC | Dif. | Clasificación |
| ---- | ------------------------------ | ---- | -- | -- | - | -- | -- | -- | ---- | ------------- |
| 1    | North Carolina Courage (N) (C) | 49   | 24 | 15 | 4 | 5  | 54 | 23 | +31  | NWSL Shield   |
| 2    | Chicago Red Stars              | 44   | 24 | 14 | 2 | 8  | 41 | 28 | +13  | Eliminatorias |
| 3    | Portland Thorns FC             | 40   | 24 | 11 | 7 | 6  | 40 | 31 | +9   | Eliminatorias |
| 4    | Reign FC                       | 38   | 24 | 10 | 8 | 6  | 27 | 27 | 0    | Eliminatorias |
| 5    | Washington Spirit              | 34   | 24 | 9  | 7 | 8  | 30 | 25 | +5   |               |
| 6    | Utah Royals FC                 | 34   | 24 | 10 | 4 | 10 | 25 | 25 | 0    |               |
| 7    | Houston Dash                   | 26   | 24 | 7  | 5 | 12 | 21 | 36 | −15  |               |
| 8    | Sky Blue FC                    | 20   | 24 | 5  | 5 | 14 | 20 | 34 | −14  |               |
| 9    | Orlando Pride                  | 16   | 24 | 4  | 4 | 16 | 24 | 53 | −29  |               |

Actualizado a los partidos jugados el 12 de octubre de 2019.
 Fuente: NWSL

## Resultados
- Los horarios corresponden a la hora del este (ET) de Estados Unidos: UTC-5 en horario estándar y UTC-4 en horario de verano

| Semana 1               | Semana 1                                                 | Semana 1           | Semana 1            | Semana 1    | Semana 1 |
| Local                  | Resultado                                                | Visitante          | Estadio             | Fecha       | Hora     |
| ---------------------- | -------------------------------------------------------- | ------------------ | ------------------- | ----------- | -------- |
| Washington Spirit      | 2 - 0 Archivado el 3 de mayo de 2019 en Wayback Machine. | Sky Blue FC        | Maryland SoccerPlex | 13 de abril | 19:00    |
| North Carolina Courage | 1 - 1                                                    | Chicago Red Stars  | Sahlen's Stadium    | 13 de abril | 19:00    |
| Orlando Pride          | 0 - 2                                                    | Portland Thorns FC | Exploria Stadium    | 14 de abril | 17:00    |
| Houston Dash           | 1 - 1                                                    | Reign FC           | BBVA Stadium        | 14 de abril | 18:00    |
| Libre: Utah Royals FC  |                                                          |                    |                     |             |          |

| Semana 2                                | Semana 2                                                       | Semana 2           | Semana 2          | Semana 2    | Semana 2 |
| Local                                   | Resultado                                                      | Visitante          | Estadio           | Fecha       | Hora     |
| --------------------------------------- | -------------------------------------------------------------- | ------------------ | ----------------- | ----------- | -------- |
| North Carolina Courage                  | 5 - 0 Archivado el 10 de diciembre de 2019 en Wayback Machine. | Orlando Pride      | Sahlen's Stadium  | 17 de abril | 19:00    |
| Chicago Red Stars                       | 4 - 4                                                          | Portland Thorns FC | SeatGeek Stadium  | 20 de abril | 15:30    |
| Sky Blue FC                             | 0 - 1                                                          | Houston Dash       | Yurcak Field      | 20 de abril | 18:00    |
| Utah Royals FC                          | 1 - 0                                                          | Washington Spirit  | Rio Tinto Stadium | 20 de abril | 21:00    |
| Reign FC                                | 1 - 1                                                          | Orlando Pride      | Cheney Stadium    | 21 de abril | 22:00    |
| Orlando Pride jugó un partido adicional |                                                                |                    |                   |             |          |

| Semana 3                 | Semana 3  | Semana 3               | Semana 3         | Semana 3    | Semana 3 |
| Local                    | Resultado | Visitante              | Estadio          | Fecha       | Hora     |
| ------------------------ | --------- | ---------------------- | ---------------- | ----------- | -------- |
| Orlando Pride            | 0 - 1     | Utah Royals FC         | Exploria Stadium | 27 de abril | 19:30    |
| Chicago Red Stars        | 3 - 0     | Reign FC               | SeatGeek Stadium | 28 de abril | 20:00    |
| Sky Blue FC              | 2 - 2     | Portland Thorns FC     | Yurcak Field     | 28 de abril | 18:00    |
| Houston Dash             | 1 - 4     | North Carolina Courage | BBVA Stadium     | 28 de abril | 18:00    |
| Libre: Washington Spirit |           |                        |                  |             |          |

| Semana 4                  | Semana 4  | Semana 4          | Semana 4            | Semana 4  | Semana 4 |
| Local                     | Resultado | Visitante         | Estadio             | Fecha     | Hora     |
| ------------------------- | --------- | ----------------- | ------------------- | --------- | -------- |
| Utah Royals FC            | 1 - 0     | Chicago Red Stars | Rio Tinto Stadium   | 3 de mayo | 21:30    |
| Washington Spirit         | 0 - 0     | Reign FC          | Maryland SoccerPlex | 4 de mayo | 19:00    |
| North Carolina Courage    | 0 - 0     | Sky Blue FC       | Sahlen's Stadium    | 4 de mayo | 19:00    |
| Houston Dash              | 1 - 0     | Orlando Pride     | BBVA Stadium        | 5 de mayo | 18:00    |
| Libre: Portland Thorns FC |           |                   |                     |           |          |

| Semana 5          | Semana 5  | Semana 5               | Semana 5          | Semana 5   | Semana 5 |
| Local             | Resultado | Visitante              | Estadio           | Fecha      | Hora     |
| ----------------- | --------- | ---------------------- | ----------------- | ---------- | -------- |
| Sky Blue FC       | 2 - 3     | Washington Spirit      | Yurcak Field      | 11 de mayo | 15:00    |
| Utah Royals FC    | 1 - 2     | Houston Dash           | Rio Tinto Stadium | 11 de mayo | 15:30    |
| Orlando Pride     | 1 - 3     | Portland Thorns FC     | Exploria Stadium  | 11 de mayo | 19:30    |
| Chicago Red Stars | 3 - 1     | North Carolina Courage | SeatGeek Stadium  | 12 de mayo | 18:00    |
| Libre: Reign FC   |           |                        |                   |            |          |

| Semana 6               | Semana 6  | Semana 6           | Semana 6            | Semana 6   | Semana 6 |
| Local                  | Resultado | Visitante          | Estadio             | Fecha      | Hora     |
| ---------------------- | --------- | ------------------ | ------------------- | ---------- | -------- |
| Reign FC               | 2 - 1     | Sky Blue FC        | Cheney Stadium      | 18 de mayo | 16:00    |
| Washington Spirit      | 3 - 1     | Portland Thorns FC | Maryland SoccerPlex | 18 de mayo | 19:00    |
| North Carolina Courage | 1 - 1     | Utah Royals FC     | Sahlen's Stadium    | 19 de mayo | 17:00    |
| Houston Dash           | 1 - 2     | Chicago Red Stars  | BBVA Stadium        | 19 de mayo | 18:00    |
| Libre: Orlando Pride   |           |                    |                     |            |          |

| Semana 7            | Semana 7  | Semana 7               | Semana 7          | Semana 7   | Semana 7 |
| Local               | Resultado | Visitante              | Estadio           | Fecha      | Hora     |
| ------------------- | --------- | ---------------------- | ----------------- | ---------- | -------- |
| Sky Blue FC         | 0 - 1     | Portland Thorns FC     | Yurcak Field      | 25 de mayo | 18:00    |
| Utah Royals FC      | 2 - 0     | Orlando Pride          | Rio Tinto Stadium | 25 de mayo | 20:00    |
| Chicago Red Stars   | 0 - 2     | Washington Spirit      | SeatGeek Stadium  | 26 de mayo | 18:00    |
| Reign FC            | 2 - 1     | North Carolina Courage | Cheney Stadium    | 27 de mayo | 19:00    |
| Libre: Houston Dash |           |                        |                   |            |          |

| Semana 8           | Semana 8  | Semana 8               | Semana 8            | Semana 8   | Semana 8 |
| Local              | Resultado | Visitante              | Estadio             | Fecha      | Hora     |
| ------------------ | --------- | ---------------------- | ------------------- | ---------- | -------- |
| Washington Spirit  | 2 - 0     | Utah Royals FC         | Maryland SoccerPlex | 1 de junio | 19:00    |
| Orlando Pride      | 0 - 3     | North Carolina Courage | Exploria Stadium    | 1 de junio | 19:30    |
| Reign FC           | 1 - 1     | Houston Dash           | Cheney Stadium      | 2 de junio | 16:00    |
| Portland Thorns FC | 3 - 0     | Chicago Red Stars      | Providence Park     | 2 de junio | 18:00    |
| Libre: Sky Blue FC |           |                        |                     |            |          |

| Semana 9                 | Semana 9  | Semana 9           | Semana 9          | Semana 9    | Semana 9 |
| Local                    | Resultado | Visitante          | Estadio           | Fecha       | Hora     |
| ------------------------ | --------- | ------------------ | ----------------- | ----------- | -------- |
| North Carolina Courage   | 1 - 1     | Portland Thorns FC | Sahlen's Stadium  | 15 de junio | 19:45    |
| Houston Dash             | 2 - 2     | Orlando Pride      | BBVA Stadium      | 15 de junio | 20:30    |
| Utah Royals FC           | 1 - 0     | Sky Blue FC        | Rio Tinto Stadium | 15 de junio | 22:00    |
| Reign FC                 | 1 - 1     | Washington Spirit  | Cheney Stadium    | 15 de junio | 22:00    |
| Libre: Chicago Red Stars |           |                    |                   |             |          |

| Semana 10                     | Semana 10 | Semana 10      | Semana 10           | Semana 10   | Semana 10 |
| Local                         | Resultado | Visitante      | Estadio             | Fecha       | Hora      |
| ----------------------------- | --------- | -------------- | ------------------- | ----------- | --------- |
| Portland Thorns FC            | 0 - 0     | Utah Royals FC | Providence Park     | 21 de junio | 23:00     |
| Washington Spirit             | 0 - 0     | Houston Dash   | Maryland SoccerPlex | 22 de junio | 19:00     |
| Sky Blue FC                   | 1 - 2     | Orlando Pride  | Yurcak Field        | 22 de junio | 19:00     |
| Chicago Red Stars             | 0 - 1     | Reign FC       | SeatGeek Stadium    | 23 de junio | 18:00     |
| Libre: North Carolina Courage |           |                |                     |             |           |

| Semana 11          | Semana 11 | Semana 11              | Semana 11           | Semana 11   | Semana 11 |
| Local              | Resultado | Visitante              | Estadio             | Fecha       | Hora      |
| ------------------ | --------- | ---------------------- | ------------------- | ----------- | --------- |
| Utah Royals FC     | 0 - 2     | Reign FC               | Rio Tinto Stadium   | 28 de junio | 22:00     |
| Washington Spirit  | 1 - 2     | North Carolina Courage | Maryland SoccerPlex | 29 de junio | 19:00     |
| Houston Dash       | 1 - 2     | Portland Thorns FC     | BBVA Stadium        | 29 de junio | 20:30     |
| Orlando Pride      | 2 - 3     | Chicago Red Stars      | Exploria Stadium    | 30 de junio | 17:00     |
| Libre: Sky Blue FC |           |                        |                     |             |           |

| Semana 12              | Semana 12 | Semana 12         | Semana 12        | Semana 12  | Semana 12 |
| Local                  | Resultado | Visitante         | Estadio          | Fecha      | Hora      |
| ---------------------- | --------- | ----------------- | ---------------- | ---------- | --------- |
| North Carolina Courage | 5 - 2     | Houston Dash      | Sahlen's Stadium | 5 de julio | 19:00     |
| Portland Thorns FC     | 0 - 1     | Reign FC          | Providence Park  | 5 de julio | 23:00     |
| Orlando Pride          | 4 - 3     | Washington Spirit | Exploria Stadium | 6 de julio | 19:30     |
| Chicago Red Stars      | 1 - 2     | Sky Blue FC       | SeatGeek Stadium | 6 de julio | 20:00     |
| Libre: Utah Royals FC  |           |                   |                  |            |           |

| Semana 13                | Semana 13 | Semana 13         | Semana 13        | Semana 13   | Semana 13 |
| Local                    | Resultado | Visitante         | Estadio          | Fecha       | Hora      |
| ------------------------ | --------- | ----------------- | ---------------- | ----------- | --------- |
| Sky Blue FC              | 1 - 0     | Utah Royals FC    | Yurcak Field     | 12 de julio | 19:30     |
| North Carolina Courage   | 2 - 0     | Reign FC          | Sahlen's Stadium | 13 de julio | 19:00     |
| Houston Dash             | 0 - 1     | Chicago Red Stars | BBVA Stadium     | 13 de julio | 20:30     |
| Portland Thorns FC       | 4 - 3     | Orlando Pride     | Providence Park  | 14 de julio | 15:00     |
| Libre: Washington Spirit |           |                   |                  |             |           |

| Semana 14         | Semana 14 | Semana 14              | Semana 14           | Semana 14   | Semana 14 |
| Local             | Resultado | Visitante              | Estadio             | Fecha       | Hora      |
| ----------------- | --------- | ---------------------- | ------------------- | ----------- | --------- |
| Utah Royals FC    | 2 - 2     | Portland Thorns FC     | Rio Tinto Stadium   | 19 de julio | 22:00     |
| Washington Spirit | 1 - 2     | Houston Dash           | Maryland SoccerPlex | 20 de julio | 20:00     |
| Orlando Pride     | 1 - 0     | Sky Blue FC            | Exploria Stadium    | 20 de julio | 19:30     |
| Chicago Red Stars | 2 - 1     | North Carolina Courage | SeatGeek Stadium    | 21 de julio | 18:00     |
| Libre: Reign FC   |           |                        |                     |             |           |

| Semana 15                                               | Semana 15 | Semana 15              | Semana 15         | Semana 15   | Semana 15 |
| Local                                                   | Resultado | Visitante              | Estadio           | Fecha       | Hora      |
| ------------------------------------------------------- | --------- | ---------------------- | ----------------- | ----------- | --------- |
| Sky Blue FC                                             | 0 - 1     | Washington Spirit      | Yurcak Field      | 24 de julio | 19:30     |
| Portland Thorns FC                                      | 5 - 0     | Houston Dash           | Providence Park   | 24 de julio | 22:30     |
| Utah Royals FC                                          | 1 - 2     | North Carolina Courage | Rio Tinto Stadium | 27 de julio | 22:00     |
| Reign FC                                                | 0 - 4     | Chicago Red Stars      | Cheney Stadium    | 28 de julio | 16:00     |
| Houston Dash                                            | 1 - 0     | Sky Blue FC            | BBVA Stadium      | 28 de julio | 20:30     |
| Libre: Orlando Pride                                    |           |                        |                   |             |           |
| Sky Blue FC y Houston Dash jugaron un partido adicional |           |                        |                   |             |           |

| Semana 16              | Semana 16 | Semana 16         | Semana 16        | Semana 16   | Semana 16 |
| Local                  | Resultado | Visitante         | Estadio          | Fecha       | Hora      |
| ---------------------- | --------- | ----------------- | ---------------- | ----------- | --------- |
| Houston Dash           | 0 - 1     | Reign FC          | BBVA Stadium     | 2 de agosto | 19:00     |
| North Carolina Courage | 1 - 0     | Washington Spirit | Sahlen's Stadium | 3 de agosto | 16:00     |
| Chicago Red Stars      | 2 - 0     | Utah Royals FC    | SeatGeek Stadium | 3 de agosto | 20:00     |
| Portland Thorns FC     | 1 - 1     | Sky Blue FC       | Providence Park  | 3 de agosto | 23:00     |
| Libre: Orlando Pride   |           |                   |                  |             |           |

| Semana 17                                                                  | Semana 17 | Semana 17              | Semana 17           | Semana 17    | Semana 17 |
| Local                                                                      | Resultado | Visitante              | Estadio             | Fecha        | Hora      |
| -------------------------------------------------------------------------- | --------- | ---------------------- | ------------------- | ------------ | --------- |
| Utah Royals FC                                                             | 3 - 0     | Sky Blue FC            | Rio Tinto Stadium   | 7 de agosto  | 22:00     |
| Reign FC                                                                   | 1 - 0     | Portland Thorns FC     | Cheney Stadium      | 7 de agosto  | 22:00     |
| Washington Spirit                                                          | 0 - 1     | Chicago Red Stars      | Maryland SoccerPlex | 10 de agosto | 19:00     |
| Orlando Pride                                                              | 0 - 1     | Houston Dash           | Exploria Stadium    | 10 de agosto | 19:30     |
| Portland Thorns FC                                                         | 2 - 1     | North Carolina Courage | Providence Park     | 11 de agosto | 15:00     |
| Reign FC                                                                   | 1 - 3     | Utah Royals FC         | Cheney Stadium      | 11 de agosto | 16:00     |
| Utah Royals FC, Reign FC y Portland Thorns FC jugaron un partido adicional |           |                        |                     |              |           |

| Semana 18                                     | Semana 18 | Semana 18         | Semana 18        | Semana 18    | Semana 18 |
| Local                                         | Resultado | Visitante         | Estadio          | Fecha        | Hora      |
| --------------------------------------------- | --------- | ----------------- | ---------------- | ------------ | --------- |
| Sky Blue FC                                   | 2 - 1     | Chicago Red Stars | Yurcak Field     | 14 de agosto | 19:00     |
| Orlando Pride                                 | 0 - 2     | Utah Royals FC    | Exploria Stadium | 17 de agosto | 19:30     |
| Portland Thorns FC                            | 3 - 1     | Washington Spirit | Providence Park  | 17 de agosto | 22:30     |
| Sky Blue FC                                   | 1 - 1     | Reign FC          | Red Bull Arena   | 18 de agosto | 13:00     |
| Libres: North Carolina Courage y Houston Dash |           |                   |                  |              |           |
| Sky Blue FC jugó un partido adicional         |           |                   |                  |              |           |

| Semana 19                                                                         | Semana 19 | Semana 19         | Semana 19           | Semana 19    | Semana 19 |
| Local                                                                             | Resultado | Visitante         | Estadio             | Fecha        | Hora      |
| --------------------------------------------------------------------------------- | --------- | ----------------- | ------------------- | ------------ | --------- |
| Washington Spirit                                                                 | 0 - 0     | Utah Royals FC    | Maryland SoccerPlex | 21 de agosto | 19:30     |
| Chicago Red Stars                                                                 | 1 - 2     | Orlando Pride     | SeatGeek Stadium    | 21 de agosto | 19:30     |
| North Carolina Courage                                                            | 1 - 0     | Reign FC          | Sahlen's Stadium    | 24 de agosto | 19:00     |
| Washington Spirit                                                                 | 2 - 1     | Orlando Pride     | Audi Field          | 24 de agosto | 19:30     |
| Houston Dash                                                                      | 1 - 2     | Sky Blue FC       | BBVA Stadium        | 24 de agosto | 20:30     |
| Portland Thorns FC                                                                | 3 - 0     | Chicago Red Stars | Providence Park     | 25 de agosto | 15:00     |
| Washington Spirit, Orlando Pride y Chicago Red Stars jugaron un partido adicional |           |                   |                     |              |           |

| Semana 20     | Semana 20 | Semana 20         | Semana 20        | Semana 20    | Semana 20 |
| Local         | Resultado | Visitante         | Estadio          | Fecha        | Hora      |
| ------------- | --------- | ----------------- | ---------------- | ------------ | --------- |
| Orlando Pride | 0 - 3     | Washington Spirit | Exploria Stadium | 5 de octubre | 17:00     |
| 1.            |           |                   |                  |              |           |

| Semana 21                | Semana 21 | Semana 21              | Semana 21         | Semana 21       | Semana 21 |
| Local                    | Resultado | Visitante              | Estadio           | Fecha           | Hora      |
| ------------------------ | --------- | ---------------------- | ----------------- | --------------- | --------- |
| Utah Royals FC           | 1 - 0     | Portland Thorns FC     | Rio Tinto Stadium | 6 de septiembre | 21:30     |
| Sky Blue FC              | 1 - 2     | North Carolina Courage | Yurcak Field      | 7 de septiembre | 15:00     |
| Reign FC                 | 3 - 1     | Orlando Pride          | Cheney Stadium    | 7 de septiembre | 22:00     |
| Chicago Red Stars        | 3 - 0     | Houston Dash           | SeatGeek Stadium  | 8 de septiembre | 18:00     |
| Libre: Washington Spirit |           |                        |                   |                 |           |

| Semana 22                                                                              | Semana 22 | Semana 22              | Semana 22        | Semana 22        | Semana 22 |
| Local                                                                                  | Resultado | Visitante              | Estadio          | Fecha            | Hora      |
| -------------------------------------------------------------------------------------- | --------- | ---------------------- | ---------------- | ---------------- | --------- |
| Orlando Pride                                                                          | 0 - 1     | Chicago Red Stars      | Exploria Stadium | 11 de septiembre | 19:30     |
| Portland Thorns FC                                                                     | 0 - 6     | North Carolina Courage | Providence Park  | 11 de septiembre | 22:30     |
| Houston Dash                                                                           | 2 - 1     | Utah Royals FC         | BBVA Stadium     | 13 de septiembre | 20:30     |
| North Carolina Courage                                                                 | 6 - 1     | Orlando Pride          | Sahlen's Stadium | 14 de septiembre | 19:00     |
| Washington Spirit                                                                      | 2 - 2     | Reign FC               | Audi Field       | 14 de septiembre | 19:30     |
| Sky Blue FC                                                                            | 0 - 3     | Chicago Red Stars      | Yurcak Field     | 15 de septiembre | 17:00     |
| North Carolina Courage, Orlando Pride y Chicago Red Stars jugaron un partido adicional |           |                        |                  |                  |           |

| Semana 23                                                                                    | Semana 23                                                 | Semana 23              | Semana 23         | Semana 23        | Semana 23 |
| Local                                                                                        | Resultado                                                 | Visitante              | Estadio           | Fecha            | Hora      |
| -------------------------------------------------------------------------------------------- | --------------------------------------------------------- | ---------------------- | ----------------- | ---------------- | --------- |
| North Carolina Courage                                                                       | 1 - 0                                                     | Houston Dash           | Sahlen's Stadium  | 17 de septiembre | 19:30     |
| Reign FC                                                                                     | 2 - 1                                                     | Utah Royals FC         | Cheney Stadium    | 25 de septiembre | 22:00     |
| Chicago Red Stars                                                                            | 3 - 1                                                     | Washington Spirit      | SeatGeek Stadium  | 21 de septiembre | 20:00     |
| Utah Royals FC                                                                               | 0 - 3 Archivado el 8 de abril de 2023 en Wayback Machine. | North Carolina Courage | Rio Tinto Stadium | 21 de septiembre | 21:00     |
| Reign FC                                                                                     | 0 - 1                                                     | Sky Blue FC            | Cheney Stadium    | 21 de septiembre | 22:00     |
| Portland Thorns FC                                                                           | 1 - 0                                                     | Houston Dash           | Providence Park   | 21 de septiembre | 22:30     |
| Libre: Orlando Pride                                                                         |                                                           |                        |                   |                  |           |
| North Carolina Courage, Utah Royals FC, Reign FC y Houston Dash jugaron un partido adicional |                                                           |                        |                   |                  |           |
| 1.                                                                                           |                                                           |                        |                   |                  |           |

| Semana 24                                   | Semana 24 | Semana 24              | Semana 24           | Semana 24        | Semana 24 |
| Local                                       | Resultado | Visitante              | Estadio             | Fecha            | Hora      |
| ------------------------------------------- | --------- | ---------------------- | ------------------- | ---------------- | --------- |
| Houston Dash                                | 0 - 0     | Washington Spirit      | BBVA Stadium        | 25 de septiembre | 20:30     |
| Washington Spirit                           | 2 - 1     | North Carolina Courage | Maryland SoccerPlex | 28 de septiembre | 19:00     |
| Chicago Red Stars                           | 2 - 1     | Utah Royals FC         | SeatGeek Stadium    | 28 de septiembre | 20:00     |
| Sky Blue FC                                 | 1 - 1     | Orlando Pride          | Red Bull Arena      | 29 de septiembre | 11:00     |
| Reign FC                                    | 2 - 0     | Portland Thorns FC     | Cheney Stadium      | 29 de septiembre | 16:00     |
| Washington Spirit jugó un partido adicional |           |                        |                     |                  |           |

| Semana 25                | Semana 25 | Semana 25         | Semana 25         | Semana 25     | Semana 25 |
| Local                    | Resultado | Visitante         | Estadio           | Fecha         | Hora      |
| ------------------------ | --------- | ----------------- | ----------------- | ------------- | --------- |
| North Carolina Courage   | 3 - 2     | Sky Blue FC       | Sahlen's Stadium  | 12 de octubre | 19:00     |
| Orlando Pride            | 2 - 2     | Reign FC          | Exploria Stadium  | 12 de octubre | 19:30     |
| Utah Royals FC           | 2 - 1     | Houston Dash      | Rio Tinto Stadium | 12 de octubre | 21:30     |
| Portland Thorns FC       | 0 - 0     | Washington Spirit | Providence Park   | 12 de octubre | 22:30     |
| Libre: Chicago Red Stars |           |                   |                   |               |           |

## Eliminatorias
Los cuatro primeros equipos de la temporada regular compiten por el título del campeonato. Son tres partidos únicos (sin "ida y vuelta"). Los primeros dos equipos juegan de local en las semifinales.
|  | Semifinales | Semifinales            | Semifinales |                   |   | Final                  | Final | Final |  |
|  |             |                        |             |                   |   |                        |       |       |  |
|  |             |                        |             |                   |   |                        |       |       |  |
|  | 1           | North Carolina Courage | 4           |                   |   |                        |       |       |  |
|  | 1           | North Carolina Courage | 4           |                   |   |                        |       |       |  |
|  | 4           | Reign FC               | 1           |                   |   |                        |       |       |  |
|  | 4           | Reign FC               | 1           |                   | 1 | North Carolina Courage | 4     |       |  |
|  |             |                        |             |                   | 1 | North Carolina Courage | 4     |       |  |
|  |             |                        | 2           | Chicago Red Stars | 0 |                        |       |       |  |
|  | 2           | Chicago Red Stars      | 2           | Chicago Red Stars | 0 | 1                      |       |       |  |
|  | 2           | Chicago Red Stars      |             |                   |   | 1                      |       |       |  |
|  | 3           | Portland Thorns FC     | 0           |                   |   |                        |       |       |  |
|  | 3           | Portland Thorns FC     | 0           |                   |   |                        |       |       |  |
|  |             |                        |             |                   |   |                        |       |       |  |

### Semifinales
| 20 de octubre de 2019, 13:30 (ET) | North Carolina Courage                 | 4:1     | Reign FC                         | Sahlen's Stadium, Cary         |                                |
|                                   | O'Reilly 88' · Debinha 99' · Dunn 107' | Reporte | Onumonu 93' · Barnes 106' (a.g.) | Asistencia: 7.422 espectadores | Asistencia: 7.422 espectadores |

| 20 de octubre de 2019, 15:30 (ET) | Chicago Red Stars | 1:0     | Portland Thorns FC | SeatGeek Stadium, Bridgeview   |                                |
|                                   | Sam Kerr 8'       | Reporte |                    | Asistencia: 9.218 espectadores | Asistencia: 9.218 espectadores |

### Final
| 27 de octubre de 2019, 15:30 (ET) | North Carolina Courage                           | 4:0     | Chicago Red Stars | Sahlen's Stadium, Cary          |                                 |
|                                   | Debinha 4' · McDonald 26' · Dunn 50' · Mewis 61' | Reporte |                   | Asistencia: 10.227 espectadores | Asistencia: 10.227 espectadores |

|                                           |
|                                           |
| Campeón North Carolina Courage 2.º título |

## Estadísticas
Actualizado al 12 de octubre.

### Goleadoras
| Posición | Jugadora           | Equipo                 | Goles |
| -------- | ------------------ | ---------------------- | ----- |
| 1        | Sam Kerr           | Chicago Red Stars      | 18    |
| 2        | Lynn Williams      | North Carolina Courage | 12    |
| 3        | Kristen Hamilton   | North Carolina Courage | 9     |
| 3        | Christine Sinclair | Portland Thorns FC     | 9     |
| 3        | Amy Rodriguez      | Utah Royals FC         | 9     |
| 6        | Margaret Purce     | Portland Thorns FC     | 8     |
| 6        | Yuki Nagasato      | Chicago Red Stars      | 8     |
| 6        | Debinha            | North Carolina Courage | 8     |
| 6        | Christen Press     | Utah Royals FC         | 8     |
| 6        | Carli Lloyd        | Sky Blue FC            | 8     |
| 11       | Crystal Dunn       | North Carolina Courage | 7     |
| 11       | Ashley Hatch       | Washington Spirit      | 7     |

### Hat tricks
El asterisco indica para qué equipo jugó la goleadora.
| Fecha      | Sem. | Jugadora           | Goles | Local                    | Resultado | Visitante                |
| ---------- | ---- | ------------------ | ----- | ------------------------ | --------- | ------------------------ |
| 20/04/2019 | 2    | Christine Sinclair | 3     | Chicago Red Stars        | 4 - 4     | Portland Thorns FC *     |
| 01/06/2019 | 8    | Kristen Hamilton   | 3     | Orlando Pride            | 0 - 3     | North Carolina Courage * |
| 30/06/2019 | 11   | Sam Kerr           | 3     | Orlando Pride            | 2 - 3     | Chicago Red Stars *      |
| 05/07/2019 | 12   | Kristen Hamilton   | 4     | North Carolina Courage * | 5 - 2     | Houston Dash             |
| 11/09/2019 | 22   | Lynn Williams      | 3     | Portland Thorns FC       | 0 - 6     | North Carolina Courage * |

### Vallas invictas
| Puesto | Portera          | Club                   | Vallas invictas |
| ------ | ---------------- | ---------------------- | --------------- |
| 1      | Nicole Barnhart  | Utah Royals FC         | 10              |
| 2      | Aubrey Bledsoe   | Washington Spirit      | 9               |
| 3      | Stephanie Labbé  | North Carolina Courage | 8               |
| 4      | Alyssa Naeher    | Chicago Red Stars      | 6               |
| 4      | Jane Campbell    | Houston Dash           | 6               |
| 4      | Casey Murphy     | Reign FC               | 6               |
| 7      | Adrianna Franch  | Portland Thorns FC     | 5               |
| 8      | Britt Eckerstrom | Portland Thorns FC     | 3               |
| 8      | Kailen Sheridan  | Sky Blue FC            | 3               |
| 10     | Emily Boyd       | Chicago Red Stars      | 2               |

## Asistencia
Actualizado al 12 de octubre.

### Asistencia promedio de local
Ordenado de mayor a menor promedio de asistencia durante la temporada regular.
| Equipo                 | PJ  | Total   | Mayor  | Menor  | Promedio |
| ---------------------- | --- | ------- | ------ | ------ | -------- |
| Portland Thorns FC     | 12  | 241.181 | 25.218 | 15.581 | 20.098   |
| Utah Royals FC         | 12  | 129.288 | 18.015 | 5.777  | 10.774   |
| Washington Spirit      | 12  | 73.261  | 19.471 | 2.097  | 6.105    |
| North Carolina Courage | 12  | 70.496  | 9.195  | 4.053  | 5.875    |
| Orlando Pride          | 12  | 66.783  | 9.415  | 3.703  | 5.565    |
| Chicago Red Stars      | 12  | 65.406  | 17.388 | 2.023  | 5.450    |
| Reign FC               | 12  | 62.551  | 7.479  | 3.032  | 5.213    |
| Houston Dash           | 12  | 48.631  | 5.327  | 2.933  | 4.053    |
| Sky Blue FC            | 12  | 40.059  | 9.415  | 1.321  | 3.338    |
| Total                  | 108 | 797.656 | 25.218 | 1.321  | 7.386    |

### Asistencias más altas
Los 10 partidos con más asistencia en la temporada regular.
| Pos. | Local              | Resultado | Visitante              | Asistencia | Fecha                    | Sem. | Estadio         |
| ---- | ------------------ | --------- | ---------------------- | ---------- | ------------------------ | ---- | --------------- |
| 1    | Portland Thorns FC | 2 - 1     | North Carolina Courage | 25.218     | 11 de agosto de 2019     | 17   | Providence Park |
| 2    | Portland Thorns FC | 0 - 0     | Washington Spirit      | 24.521     | 12 de octubre de 2019    | 25   | Providence Park |
| 3    | Portland Thorns FC | 5 - 0     | Houston Dash           | 22.329     | 24 de julio de 2019      | 15   | Providence Park |
| 4    | Portland Thorns FC | 1 - 0     | Houston Dash           | 21.022     | 21 de septiembre de 2019 | 23   | Providence Park |
| 5    | Portland Thorns FC | 3 - 1     | Washington Spirit      | 20.895     | 17 de agosto de 2019     | 18   | Providence Park |
| 6    | Washington Spirit  | 2 - 1     | Orlando Pride          | 19.471     | 24 de agosto de 2019     | 19   | Audi Field      |
| 7    | Portland Thorns FC | 3 - 0     | Chicago Red Stars      | 19.461     | 2 de junio de 2019       | 8    | Providence Park |
| 8    | Portland Thorns FC | 0 - 1     | Reign FC               | 19.116     | 5 de julio de 2019       | 12   | Providence Park |
| 9    | Portland Thorns FC | 1 - 1     | Sky Blue FC            | 19.070     | 3 de agosto de 2019      | 16   | Providence Park |
| 10   | Portland Thorns FC | 4 - 3     | Orlando Pride          | 18.909     | 14 de julio de 2019      | 13   | Providence Park |